# إيفان غوزمان دي روخاس
إيفان غوزمان دي روخاس (بالإسبانية: Iván Guzmán de Rojas) هو عالم بوليفي، ولد في 1934 في لاباز في بوليفيا.